# 有楽彰展
有楽 彰展（うらく あきのぶ、1977年9月22日 - ）は、日本の漫画家、兵庫県出身、在住。男性。血液型はO型。

## 経歴
「余剰魔法処理班」で第4回エニックス21世紀マンガ大賞準大賞を受賞。『月刊Gファンタジー』（エニックス）1997年2月号に同作品が掲載された。その後、『月刊少年ガンガン』（エニックス→スクウェア・エニックス）にて、1998年No.1号から2005年3月号まで『東京アンダーグラウンド』を執筆。
2002年にはテレビ東京系列で同作品がテレビアニメ化された。同アニメの1話目で、学生役でカメオ出演している（セリフは一言）。
初の連載作品である『東京アンダーグラウンド』の連載中には、安定しない絵柄や、構成力の不足による行き当たりばったりな展開に悩まされた。一時期は毎月のように絵柄が変化しており、読者を困惑させたほど。有楽は、同作における絵柄や技法の変遷を「迷走」であると認めつつも、これを「その時々で100パーセントのものを目指して試行錯誤した」結果であると説明している。

## 作品リスト
- 余剰魔法処理班（読切、月刊Gファンタジー1997年2月号掲載、21世紀マンガ大賞セレクションに収録）
- 東京アンダーグラウンド（月刊少年ガンガン、1998年No.1 - 2005年3月号、全14巻）
- 鬼切様の箱入娘（月刊少年ガンガン、2006年7月号〈読切〉、11月号・12月号〈前後編〉・2007年3月号 - 2010年11月号、全4巻）